# Тауљант Џака
Тауљант Рагип Џака (алб. Taulant Ragip Xhaka; Базел, 28. март 1991) швајцарски је фудбалер албанског порекла. Игра на позицији дефанзивног везног играча, а тренутно наступа за Базел.

## Биографија
Рођен је 28. марта 1991. године у Базелу. Син је Албанаца из Подујева на Косову и Метохији. Његов млађи брат Гранит Џака такође је професионални фудбалер, а игра за Бајер из Леверкузена и репрезентацију Швајцарске. Породица се 1990. године преселила у Швајцарску, у периоду када су браћа рођена.